# Broken Machine
Broken Machine è il secondo album in studio del gruppo musicale britannico Nothing but Thieves, pubblicato l'8 settembre 2017 dalla RCA Records e dalla Sony Music.

## Tracce
Testi e musiche di Nothing but Thieves, eccetto dove indicato.
1. I Was Just a Kid – 4:30 (Nothing but Thieves, Julian Emery, Jim Irvin)
2. Amsterdam – 4:32
3. Sorry – 3:34 (Nothing but Thieves, Julian Emery, Jim Irvin)
4. Broken Machine – 3:54 (Nothing but Thieves, Julian Emery, Jim Irvin)
5. Live Like Animals – 4:10
6. Soda – 3:56 (Nothing but Thieves, Larry Hibbitt)
7. I'm Not Made by Design – 3:52 (Nothing but Thieves, Julian Emery, Jim Irvin)
8. Particles – 3:55
9. Get Better – 3:18 (Nothing but Thieves, Julian Emery, Jim Irvin)
10. Hell, Yeah – 3:06 (Nothing but Thieves, Julian Emery, Jim Irvin)
11. Afterlife – 4:43

Tracce bonus nell'edizione deluxe
1. Reset Me – 3:31 (Nothing but Thieves, Larry Hibbitt, Mike Crossey)
2. Number 13 – 2:57
3. Sorry (Acoustic) – 3:34 (Nothing but Thieves, Julian Emery, Jim Irvin)
4. Particles (Piano Version) – 3:39

Tracce bonus nell'edizione giapponese
1. I Need Air (Demo) – 3:09
2. Stuck on You (Demo) – 3:30

## Formazione
Gruppo
- Conor Mason – voce
- Joe Langridge-Brown – chitarra, percussioni (tracce 3 e 9)
- Dominic Craik – chitarra, programmazione, percussioni (tracce 1-3, 6-9, 11)
- Phil Blake – basso
- James Price – batteria

Produzione
- Mike Crossey – produzione, missaggio, programmazione
- Jonathan Gilmore – ingegneria del suono, programmazione
- Joseph Rodgers – ingegneria del suono
- Robin Schmidt – mastering
- Dominic Craik – produzione aggiuntiva (tracce 1, 5)

## Classifiche
| Classifica (2017)  | Posizione massima |
| ------------------ | ----------------- |
| Australia          | 12                |
| Austria            | 54                |
| Belgio (Fiandre)   | 29                |
| Belgio (Vallonia)  | 76                |
| Canada             | 81                |
| Finlandia          | 48                |
| Germania           | 67                |
| Italia             | 57                |
| Paesi Bassi        | 8                 |
| Regno Unito        | 2                 |
| Stati Uniti        | 195               |
| Stati Uniti (rock) | 46                |
| Svizzera           | 27                |